# Jürgen Erich Schmidt
Jürgen Erich Schmidt (* 24. September 1954 in Mayen) ist ein deutscher Germanist.

## Leben
Nach dem Studium (1975–1980) der deutschen Philologie, katholischen Theologie, Politikwissenschaft und Pädagogik an der Universität Mainz und dem Staatsexamen 1980 war er von 1980 bis 1986 wissenschaftlicher Mitarbeiter am Deutschen Institut der Universität Mainz. Nach der Promotion 1986 und der Habilitation 1992 war er von 1995 bis 1999 C4-Professor für Germanistische Sprachwissenschaft der Universität Greifswald. Von 2000 bis zur Pensionierung 2020 war er Direktor des Forschungszentrums Deutscher Sprachatlas und zugleich C4-Professur (später W3) für Germanistische Sprachwissenschaft an der Philipps-Universität Marburg. Seit 2010 ist er korrespondierendes Mitglied der Mainzer Akademie der Wissenschaften und Literatur und der Nordrhein-Westfälischen Akademie der Wissenschaften und Künste.
Seine Hauptarbeitsgebiete sind Variationslinguistik, Dialektologie, Phonetik, Phonologie, Syntax, Grammatik und Geschichte der Sprachwissenschaft.

## Schriften (Auswahl)
- Die mittelfränkischen Tonakzente (rheinische Akzentuierung).  Stuttgart 1986, ISBN 3-515-04803-0.
- Die deutsche Substantivgruppe und die Attribuierungskomplikation. Tübingen 1993, ISBN 3-484-31138-X.
- mit Karin Cieslik und Gisela Ros (Hrsg.): Ethische und ästhetische Komponenten des sprachlichen Kunstwerks. Festschrift für Rolf Bräuer zum 65. Geburtstag. Göppingen 1999, ISBN 3-87452-919-3.
- mit Joachim Herrgen: Sprachdynamik. Eine Einführung in die moderne Regionalsprachenforschung. Berlin 2011, ISBN 3-503-12268-0.